# 浮動充電
浮動充電（ふどうじゅうでん、英語: float charging）は、蓄電池に対して充電回路と負荷が常に並列接続されたままの状態で充電する充電方式である。フロート充電とも呼ばれる。常に満充電の状態に保つために、蓄電池には浮動充電電圧（浮動電圧またはフロート電圧とも）が掛けられている。停電時（自動車の場合はエンジン停止中）には負荷回路へ蓄電池から電力が供給される。

## 浮動充電電圧
浮動充電電圧（浮動電圧またはフロート電圧とも）は、蓄電池の自己放電によって失われる容量を埋め合わせして満充電が維持される時の電圧である。蓄電池の種類の応じた適切な電圧を使って、適切な温度補正を行うことで、蓄電池に損傷を与えることなく浮動充電装置を蓄電池に接続し続けることができる。
しかしながら、浮動充電電圧の概念は全ての蓄電池方式に等しく適用できないことは理解されるべきである。例えば、リチウムイオンセルを最適な電圧（一般的にはリチウムセルの最大出力電圧）よりも少しだけ高い電圧で浮動充電すると、セル内の化学システムが一定程度損傷を受ける。リチウムイオン二次電池の中には浮動充電に対して耐久性が低いものがあり、過熱による電池寿命の低下や、発火・爆発が起こり得る。

### 鉛蓄電池
25 °Cでの鉛蓄電池に対する許容平均浮動充電電圧を以下の表に示す。
| 鉛蓄電池の種類              | 1セル (2 V) | 3セル (6 V) | 6セル (12 V) |
| --------------------------- | ----------- | ----------- | ------------ |
| ゲル電池                    | 2.18        | 6.53        | 13.05        |
| 液式鉛蓄電池                | 2.23        | 6.7         | 13.4         |
| 吸収ガラスマット（AGM）電池 | 2.27        | 6.8         | 13.6         |

温度が上昇すると、セル毎に約−3.9 mV/°Cの補正が必要である。
例えば温度が5 °C上昇した30 °Cでの12 V鉛蓄電池の浮動充電電圧は、
(−3.9 mV/°C) × (6 cells) × (5 °C 変化) = −117 mV
13.4 V (液式鉛蓄電池) + (−117 mV) = 13.28 V
となる。
温度が5 °C低下して20 °Cとなった場合の12 V鉛蓄電池の浮動充電電圧は、
(−3.9 mV/°C) × (6 cells) × (−5 °C 変化) = +117 mV
13.4 V (液式鉛蓄電池) + (117 mV) = 13.52 V
温度補正を行わなければ、過充電あるいは充電不足により電池寿命の短縮を招くことになる。.